# Annamaria Mariotti
Annamaria Mariotti (Camogli) también conocida como Lilla Mariotti es una escritora, deportista y conferencista italiana. 

## Trayectoria
Mariotti es una persona especializada en temas de faros, ha impartido conferencias en entidades como la Universidad de Princeton o la Universidad de Carolina del Sur, entre otras.
Como deportista perteneció a uno de los primeros equipos femeninos de polo acuático italiano. 
Es Miembro de la US Lighthouse Society de Estados Unidos país con el que tiene una estrecha relación por tener ahí también familia.
El 31 de agosto de 2015, es parte fundadora y presidenta de la organización sin fines de lucro denominada El Mundo del Faro (en italiano: "Il Mondo dei Fari") con sede en Camogli, Italia.
En 2005 editó su primer libro sobre faros, que ha sido traducido a seis idiomas y que incluso fue publicado en la República Checa que es un país sin mar y sin faros.
En 2006, fue galardonada con el Premio Navegar Informados, por el compromiso constante y prolongado de difusión de la cultura marítima.
Pero posee otros galardones por sus investigaciones y dedicación a temas marinos.

## Libros
Sus libros fueron traducidos a varios idiomas. 
- 2008, Cuentos de faros y otras historias del mar.
- 2013, Tristan da Cunha (ISBN 978-8866490241).
- 2017, Faros del mundo (ISBN 9788496445192).
- 2017, El hundimiento del ballenero de Essex (ISBN 9788484281801).